# سی‌بن (رودبار)
سیبِن روستایی از توابع بخش خورگام شهرستان رودبار در استان گیلان ایران است. نام روستا از ترکیب دو کلمه کرمانجی  (سی+بن) تشکیل شده [ سی یعنی سایه و بن یعنی زیر ؛ پایین ]و به معنای زیر سایه است، مردم روستای سیبن به کردی کُرمانجی صحبت می‌کنند.

## جمعیت
این روستا در دهستان خورگام قرار دارد و براساس سرشماری مرکز آمار ایران در سال ۱۳۸۵، جمعیت آن ۴۲۸ نفر (۱۳۰خانوار) بوده‌است. مردم روستا از دو قوم کرد کرمانج و دیلمی هستند 